# Fidelity International
Fidelity International Limited (kurz Fidelity oder FIL Limited) ist ein global agierendes Finanzdienstleistungsinstitut in Privatbesitz.

## Geschichte

Historische Logos
Logo bis Ende 2010
Logo vom 1. Januar bis 9. September 2011

Das heutige Unternehmen wurde 1969 als die global agierende Investmentgesellschaft von der Mutter Fidelity Investments gegründet. Dabei fokussierte sich die Mutter auf den US-amerikanischen Markt, während die Tochter für die Geschäfte außerhalb der USA verantwortlich war. Sie befindet sich wie die ehemalige Mutter im Besitz der Johnson-Familie und leitender Mitarbeiter. Edward Johnson III war bis März 2014 Vorsitzender des Aufsichtsrates. Seine Tochter Abigail Johnson ist seitdem die Nachfolgerin an der Unternehmensspitze.
Im Jahr 1980 entschied das Mutterunternehmen Fidelity Investments, welches ursprünglich Fidelity Management & Research Company oder verkürzt FMR hieß und 1946 in Boston, USA gegründet wurde, die vollständige Ausgründung der Tochter. Somit wurde Fidelity International im Jahr 1980 zu einem eigenständigen und unabhängigen Unternehmen.
Der eingetragene Hauptsitz ist in Hamilton, welches die Hauptstadt der britischen Überseeinsel Bermuda ist. Die Leitungsorgane und somit auch das Hauptquartier befinden sich seit der Gründung der Niederlassung London, auch weiterhin in London, der Hauptstadt des Vereinigten Königreich.
Im Jahre 1992 fand der Einstieg in den deutschen Markt mit der Eröffnung eines Büros in Frankfurt am Main (seit 2003 in Kronberg im Taunus) statt.

## Geschäftstätigkeit
Fidelity International ist in über 25 Standorten vertreten und verwaltet ein Vermögen von mehr als 635,5 Milliarden Euro. Dabei werden aktuell folgende Regionen abgedeckt Europa, Nahost, Afrika, Asien-Pazifik-Region, Südamerika und Kanada.
Fidelity International hatte im Jahr 2017 weltweit mehr als 2,5 Millionen Kunden. Das Angebot beinhaltet neben aktiv verwalteten Fonds eigene aufgestellte ETF's mit passiven als auch aktiven Gesichtszügen.

## Aktivitäten in Deutschland
In Deutschland ist das Unternehmen seit 1992 aktiv im Markt vertreten und verwaltet ein Gesamtvermögen von 56,2 Milliarden Euro. Der Hauptstandort des Unternehmens ist Haus Kastanienhöhe in Kronberg im Taunus. Das Plattformgeschäft betreibt der Finanzdienstleister in Deutschland über die FIL Fondsbank (FFB). Diese ist auf die Verwahrung von Investmentfondsanteilen spezialisiert und richtet ihre Dienstleistungen an unabhängige Finanzberater, Investmentgesellschaften und Banken. Die FFB betreut ein Vermögen von 30,8 Milliarden Euro. In der Asset Management-Sparte verwaltet Fidelity International in Deutschland ein Fondsvolumen von 29,2 Milliarden Euro. Unter der Marke Fidelity International werden in diesem Bereich in Deutschland 160 Publikumsfonds direkt sowie über mehr als 1.000 Kooperationspartner vertrieben. Insgesamt beschäftigt Fidelity International in Deutschland rund 350 Mitarbeiter (Stand: 31. März 2021).

## Produkte
Fidelity bietet in Deutschland insbesondere Fondsprodukte für private und institutionelle Anleger an. Das Leistungsspektrum umfasst Aktien-, Renten-, Misch-, Geldmarkt- und Lebenszyklusfonds sowie Spezialfonds, börsengehandelte Fonds und betriebliche Vorsorgemodelle. Mit der FFB bietet Fidelity den Marktteilnehmern außerdem die Administration der Fondsanlagen an. Fidelity verfügt über ein weltweites Research-Netzwerk, das mit seinen Research-Ergebnissen und Unternehmensanalysen rund 92 Prozent der globalen Marktkapitalisierung abdeckt.
Fidelity ist zudem im deutschen Robo-Advisor Markt mit der digitalen Vermögensverwaltung Fidelity Wealth Expert aktiv. Zum 31. Januar 2021 hat Fidelity Wealth Expert als Online-Vermögensverwaltung von Fidelity Deutschland zudem die Anleger-Depots von Moneyfarm übernommen, das zu diesem Zeitpunkt ihr Deutschland-Geschäft eingestellt hatte.